# Hứa Từ
Hứa Từ (giản thể: 许慈; phồn thể: 許慈; bính âm: Xu Ci; ? - ?), tự Nhân Đốc (仁篤), là quan viên nhà Quý Hán thời Tam Quốc trong lịch sử Trung Quốc.

## Cuộc đời
Hứa Từ quê ở quận Nam Dương, Kinh Châu, thời trẻ từng tị nạn ở Giao Châu, cùng Tiết Tống bái học giả huấn hỗ học Lưu Hi làm thầy. Sau Hứa Từ lại cùng Hứa Tĩnh từ Giao Châu đi vào đất Thục.
Năm 214, Lưu Bị bình định Ích Châu, lấy Hứa Từ làm bác sĩ, đãi ngộ như thượng tân. Bấy giờ, thời cuộc loạn ly, Lưu Bị lấy Từ cùng Mạnh Quang, Hồ Tiềm, Lai Mẫn quản lý việc thu thập, phân loại, lưu trữ điển tịch, đào thải vô dụng, tuyển chọn hữu ích.
Năm 221, Lưu Bị xưng đế, dẫn tới nảy sinh nhiều vấn đề về mặt lễ nghi. Hồ Tiềm cùng Hứa Từ do đó mà tranh luận gay gắt, rồi giận dữ phỉ báng nhau, thái độ ra mặt. Những vấn đề liên quan đến thư tịch, Từ, Tiềm không những không bổ sung cho nhau, mà ngược lại, thường xuyên vì từng câu từng chữ mà cạnh khóe. Lưu Bị tiếc tài học của cả hai, bèn ở trong một lần yến hội, cho con hát hóa trang, diễn cảnh Từ, Tiềm đánh mắng chửi nhau để tấu nhạc chúc rượu vua đùa. Dù Lưu Bị cố gắng hết sức, nhưng Hứa Từ, Hồ Tiềm vẫn không hòa giải. Ngày đầu còn chỉ dùng miệng lưỡi thiệt hơn, sau thì còn lấy cả dao gậy ra hằm hè. Mãi cho tới sau này chuyện mới tốt đẹp hơn.
Thời Hậu chủ, Hứa Từ quan tới chức Đại trường thu, phụ trách quản lý mọi việc trong cùng hoàng hậu.

## Gia đình
- Hứa Huân (許勛), con trai của Hứa Từ, kế thừa học nghiệp của cha, quan tới bác sĩ.[2]

## Nhận xét
Tôn Thịnh trong Ngụy thị xuân thu nhận xét: Thục thiếu nhân sĩ, hạng người như Từ, Tiềm mà cũng có ghi chép.

## Trong văn hóa
Hứa Từ không xuất hiện trong tiểu thuyết Tam quốc diễn nghĩa của La Quán Trung.